# Claude Borna
Claude Borna, née au Bénin, est spécialiste en stratégie commerciale et marketing. En aout 2017, elle devient directrice générale de l'Agence de Développement de Sèmè City.

## Biographie

### Enfance, formation et débuts
Claude poursuit la majeure partie de ses études et de sa carrière à l'étranger, se concentrant sur les domaines de la stratégie commerciale et du marketing. Elle obtient un MBA de l'University of California à Los Angeles et d'une licence de la Mc Gill University,,.

### Carrière professionnelle
Elle occupe divers postes au sein de grandes entreprises notamment,,,:
- chez Deloitte au Royaume-Uni, pendant plus d'un (01) an où elle est consultante en Gestion des relations avec la clientèle de septembre 1998 à décembre 1999;
- chez Amazon, pendant près de 5 ans, elle a assumé la responsabilité du département de marketing opérationnel et a supervisé la gestion de deux gammes de produits destinées aux marchés britannique, français et américain;
- chez Sony Pictures Entertainment, pendant plus de 10 ans, elle a été largement reconnue en tant que Vice-Présidente Senior chargée des grands comptes et de la stratégie commerciale mondiale, à la suite de la création du département européen de planification commerciale et d'innovation qu'elle a établi à Londres.

En 2014, elle décide de quitter son poste, attirée par l'univers de l'entrepreneuriat. Par la suite, elle a apporté sa contribution à plusieurs projets de start-ups avant de revenir au Bénin. Son objectif est de mettre son expertise en matière d'innovation, d'incubation et de marketing au service du développement du pays.

### Sèmè City
Claude Borna prend fonction en tant que Directrice générale de l'Agence de Développement de Sèmè City (ADCS) par Décret N° 2018-018 en date du 17 janvier 2018,. A ce titre, elle a la responsabilité d'assurer l'exécution, la coordination et la gestion des activités et du patrimoine de l'Agence, en conformité avec les orientations établies par le Conseil d'Administration,,,,,,,,,,,,,.

## Distinctions
En tant que General Manager Video chez Amazon, où elle est responsable de la catégorie Amazon Home Entertainment, elle reçoit deux années de suite le prix du Retail Success of the Year décerné par la British Video Association.